# Aneureta eureka
Aneureta eureka is een vlinder uit de familie van de Visstaartjes (Nolidae). De soort is voor het eerst wetenschappelijk beschreven door Emilio Turati en Giorgio Krüger in een publicatie uit 1936.
De soort komt voor in Libië.